# FC Viktoria 1889 Berlin (Frauenfußball)
Der FC Viktoria 1889 Berlin (offiziell: FC Viktoria 1889 Berlin Lichterfelde-Tempelhof e. V.) ist ein Sportverein mit Hauptsitz im Berliner Ortsteil Lichterfelde im Bezirk Steglitz-Zehlendorf. Der Verein entstand 2013 durch die Verschmelzung des BFC Viktoria 1889 und des LFC Berlin. Die erste Frauenmannschaft stieg 2025 in die 2. Bundesliga auf.

## Geschichte
Die erste Frauenmannschaft des Vereins spielte dank der vom LFC Berlin errungenen Meisterschaft in der Regionalliga Nordost in der Saison 2013/14 in der 2. Bundesliga Nord. Als Tabellenletzter folgte der sofortige Wiederabstieg. Seit der Saison 2014/15 tritt die Mannschaft in der drittklassigen Regionalliga Nordost an. 2018 gewann Viktoria den Berliner Pokal durch einen 4:1-Finalsieg über Blau-Weiß 90 Berlin. Ein Jahr später wurde die Viktoria Vizemeister hinter dem 1. FC Union Berlin. Die Saison 2019/20 brachte eine erneute Vizemeisterschaft, dieses Mal hinter RasenBallsport Leipzig. Wegen der COVID-19-Pandemie wurde die Regionalliga in der Saison 2020/21 in zwei Gruppen geteilt, musste aber nach wenigen Spieltagen abgebrochen werden. Der FC Viktoria wurde vom Nordostdeutschen Fußballverband als Teilnehmer an den Aufstiegsspielen zur 2. Bundesliga bestimmt. Jedoch scheiterten die Berlinerinnen in den Aufstiegsspielen am Meister der Regionalliga Nord SV Henstedt-Ulzburg. 2023 gewann die Mannschaft die NOFV-Meisterschaft, scheiterte aber in den Aufstiegsspielen zur 2. Bundesliga am Hamburger SV; hingegen konnte sie erneut den Berlin-Pokal gewinnen und sich somit für den DFB-Pokal qualifizieren. Dort erreichte die Mannschaft in der nachfolgenden Spielzeit zum ersten Mal das Achtelfinale.
Mitte 2022 ging die Frauenmannschaft in eine GmbH über, die Ende 2022 zu 75,1 Prozent im Besitz einer Holding um die Gründer Verena Pausder, Ariane Hingst, Tanja Wielgoß, Felicia Mutterer, Lisa Währer (OneFootball) und Katharina Kurz (BRŁO Craft Beer) war. 23,9 Prozent gehören weiteren Investoren wie Franziska van Almsick und Carolin Kebekus, ein Prozent dem ursprünglichen Verein. Bis 2027 will das Team des Unternehmens in die Frauen-Bundesliga aufsteigen. Als Vorbild dient der von Prominenten wie Natalie Portman und Serena Williams in Los Angeles gegründete Angel City FC. Nach einer weiteren Vizemeisterschaft in der Saison 2023/24 hinter dem 1. FC Union Berlin wurde die Mannschaft ein Jahr später dann Meister und stieg in die 2. Bundesliga auf. Dabei profitierten die Berlinerinnen von der Aufstockung der Bundesliga, wodurch alle fünf Regionalligameister automatisch aufsteigen durften.

## Statistik

### Erfolge
- Meister der Regionalliga Nordost: 2021, 2023, 2025
- Berliner Pokalsieger: 2018, 2020, 2023, 2025

### Saisonbilanzen
Rot unterlegte Spielzeiten markieren einen Abstieg.
| Saison  | Level | Liga                                | Platz | Spiele | S  | U  | N  | Tore   | Differenz | Punkte | Pokal (Berlin)         | DFB-Pokal          |
| ------- | ----- | ----------------------------------- | ----- | ------ | -- | -- | -- | ------ | --------- | ------ | ---------------------- | ------------------ |
| 2013/14 | II    | 2. Bundesliga Nord                  | 12/12 | 22     | 03 | 06 | 13 | 014:40 | −26       | 15     | keine Teilnahme        | 2. Runde           |
| 2014/15 | III   | Regionalliga Nordost                | 04/11 | 20     | 10 | 05 | 05 | 038:18 | +20       | 35     | Viertelfinale          | nicht qualifiziert |
| 2015/16 | III   | Regionalliga Nordost                | 04/11 | 20     | 11 | 04 | 05 | 032:25 | +07       | 37     | Finale                 | nicht qualifiziert |
| 2016/17 | III   | Regionalliga Nordost                | 04/11 | 18     | 10 | 05 | 03 | 041:22 | +19       | 35     | Halbfinale             | 1. Runde           |
| 2017/18 | III   | Regionalliga Nordost                | 03/12 | 22     | 17 | 03 | 02 | 076:14 | +62       | 54     | Sieger                 | nicht qualifiziert |
| 2018/19 | III   | Regionalliga Nordost                | 02/12 | 22     | 20 | 0  | 02 | 079:13 | +66       | 60     | Finale                 | 1. Runde           |
| 2019/20 | III   | Regionalliga Nordost 1              | 02/12 | 15     | 10 | 03 | 02 | 042:10 | +32       | 33     | Sieger                 | 1. Runde           |
| 2020/21 | III   | Regionalliga Nordost Staffel Nord 2 | 01/07 | 05     | 05 | 0  | 0  | 024:02 | +22       | 15     | Achtelfinale (Abbruch) | 1. Runde           |
| 2021/22 | III   | Regionalliga Nordost                | 04/16 | 14     | 09 | 03 | 02 | 036:11 | +25       | 30     | Finale                 | 1. Runde           |
| 2022/23 | III   | Regionalliga Nordost 3              | 01/14 | 26     | 23 | 0  | 03 | 151:15 | +136      | 69     | Sieger                 | 2. Runde           |
| 2023/24 | III   | Regionalliga Nordost                | 02/12 | 22     | 19 | 0  | 03 | 090:11 | +79       | 57     | Finale                 | Achtelfinale       |
| 2024/25 | III   | Regionalliga Nordost                | 1/12  | 22     | 20 | 0  | 2  | 105:10 | +95       | 60     | Sieger                 | 2. Runde           |
| 2025/26 | II    | 2. Bundesliga                       | /14   |        |    |    |    |        |           |        | keine Teilnahme        | 1. Runde           |

### Juniorinnenmannschaften
Der Juniorinnenbereich des FC Viktoria besteht aus neun Mannschaften, welche von der E-Jugend bis zur B-Jugend reichen. Die B-Juniorinnen gewannen 2023 die Berlin-Liga und spielen somit in der Saison 2023/24 in der Bundesliga Nord/Nordost. Auch die C-Juniorinnen und die D-Juniorinnen spielen jeweils in ihrer höchstmöglichen Liga.
| Saison  | Spielklasse | Liga                                  | Platz | Spiele | S  | U | N | Tore  | Differenz | Punkte | Pokal (Berlin)                                  | Bemerkungen |
| ------- | ----------- | ------------------------------------- | ----- | ------ | -- | - | - | ----- | --------- | ------ | ----------------------------------------------- | --- |
| 2020/21 | IV          | B-Jun. Bezirksklasse Berlin           | 10/10 | 0      | 0  | 0 | 0 | 0:0   | 0         | 0      | −                                               | Saison aufgrund der COVID-19-Pandemie vorzeitig abgebrochen; Platzierungen anhand der Quotientenregelung ermittelt |
| 2021/22 | III         | B-Jun. Landesliga Berlin              | 4/8   | 14     | 8  | 1 | 5 | 43:32 | +11       | 25     | Finale (0:4 gegen 1. FC Union Berlin)           | |
| 2022/23 | II          | B-Jun. Berlin-Liga                    | 1/9   | 16     | 14 | 2 | 0 | 71:11 | +60       | 44     | Halbfinale (3:4 n. E. gegen 1. FC Union Berlin) | Aufstieg |
| 2023/24 | I           | B-Juniorinnen-Bundesliga Nord/Nordost | 7/10  | 18     | 8  | 2 | 8 | 32:33 | −1        | 26     | Finale (4:0 gegen Türkiyemspor Berlin)          | |
| 2024/25 | II          | B-Jun. Berlin-Liga                    | 2/10  | 18     | 15 | 1 | 2 | 85:25 | +60       | 46     | Halbfinale (1:7 gegen 1. FC Union Berlin)       | Talentliga 10. Platz & DFB-Pokal 1. Runde 1:6 gegen SV Meppen                                                      |

| Saison  | Spielklasse | Liga                                 | Platz | Spiele | S  | U | N | Tore  | Differenz | Punkte | Pokal (Berlin)                                 | Bemerkungen |
| ------- | ----------- | ------------------------------------ | ----- | ------ | -- | - | - | ----- | --------- | ------ | ---------------------------------------------- | ----------- |
| 2019/20 | III         | C-Jun. Bezirksklasse Berlin          | 2/7   | 7      | 4  | 2 | 1 | 45:17 | +18       | 14     | −                                              |             |
| 2020/21 | I           | C-Jun. Landesliga Berlin             | 4/10  | 1      | 1  | 0 | 0 | 9:2   | +7        | 3      | −                                              |             |
| 2021/22 | II          | C-Jun. Verbandsliga Berlin           | 1/9   | 16     | 14 | 1 | 1 | 91:14 | +77       | 43     | Viertelfinale (4:6 n. E. gegen Berolina Mitte) |             |
| 2022/23 | I           | C-Jun. Landesliga Berlin St.1        | 1/9   | 14     | 10 | 3 | 1 | 41:15 | +26       | 33     | Halbfinale (0:3 gegen 1. FC Union Berlin)      |             |
| 2023/24 | I           | C-Jun. Landesliga Berlin Hinrunde    | 6/12  | 11     | 5  | 3 | 3 | 21:17 | +4        | 18     |                                                |             |
|         | I           | C-Jun. Verbandsliga Berlin Rückrunde | 10/11 | 10     | 0  | 2 | 8 | 3:30  | −27       | 2      | Achtelfinale (2:5 n. E. gegen SC Staaken)      |             |
| 2024/25 | I           | C-Jun. Berlin-Liga                   | 4/9   | 16     | 8  | 1 | 7 | 34:29 | +5        | 25     | Viertelfinale (0:7 gegen 1. FC Union Berlin)   |             |

## Trivia
Für ihren Social-Media-Auftritt erhielt das Frauenteam den goldenen Blogger in der Kategorie Profisportler*in.